# جامعة قازان
جامعة قازان الفيدرالية هي جامعة بحثية عامة تقع في قازان، روسيا. تأسست عام 1804 بإسم جامعة قازان الإمبراطورية، ما يجعلها ثاني أقدم مؤسسة للتعليم العالي المستمرة في روسيا. تولى عالم الرياضيات نيكولاي إيفانوفيتش لوباتشيفسكي مؤسس الهندسة اللاإقليدية رئاسة الجامعة بين عامي 1827 و1846. وفي عام 1925، سُميت الجامعة تكريماً لأحد طلابها البارزين فلاديمير إيليتش أوليانوف (لينين).
تشتهر جامعة قازان الفيدرالية بأنها مهد الكيمياء العضوية بفضل مساهمات علماء بارزين مثل ألكسندر بوتليروف، فلاديمير ماركوفنيكوف، وألكسندر أربوزوف [الإنجليزية]، كما أنها مهد الرنين المغزلي الإلكتروني الذي اكتشفه يفغيني زافويسكي [الإنجليزية].
في عام 2011، حصلت الجامعة على الوضع الفيدرالي، وأصبحت واحدة من 18 جامعة روسية تم اختيارها للمشاركة في مشروع 5-100، الذي يهدف إلى تعزيز تنافسية الجامعات الروسية عالميًا في مجالات البحث والتعليم. وفي عام 2021، انضمت إلى مشروع الأولوية 2030، وهو برنامج روسي جديد للتميز الأكاديمي.
بحلول أوائل عام 2023، ضمت الجامعة 20 وحدة تعليمية أساسية، منها 3 فروع إقليمية، بالإضافة إلى فرع خارجي في أوزبكستان. وبلغ عدد طلابها أكثر من 52,000 طالب مسجلين في أكثر من 600 برنامج دراسي تشمل درجات البكالوريوس والدراسات العليا، بما في ذلك برامج الدكتوراه والشهادات المزدوجة مع جامعات شريكة. كما وصل عدد الطلاب الدوليين إلى 11,500 طالب من 101 دولة.
تركز الجامعة على مجالات بحثية متقدمة تشمل الطب الحيوي، وعلوم المواد، وصناعة الهيدروكربونات، ومصادر الطاقة الجديدة، وتكنولوجيا المعلومات، والأنظمة السيبرانية المادية، والتنمية البشرية الشاملة.

## معرض صور

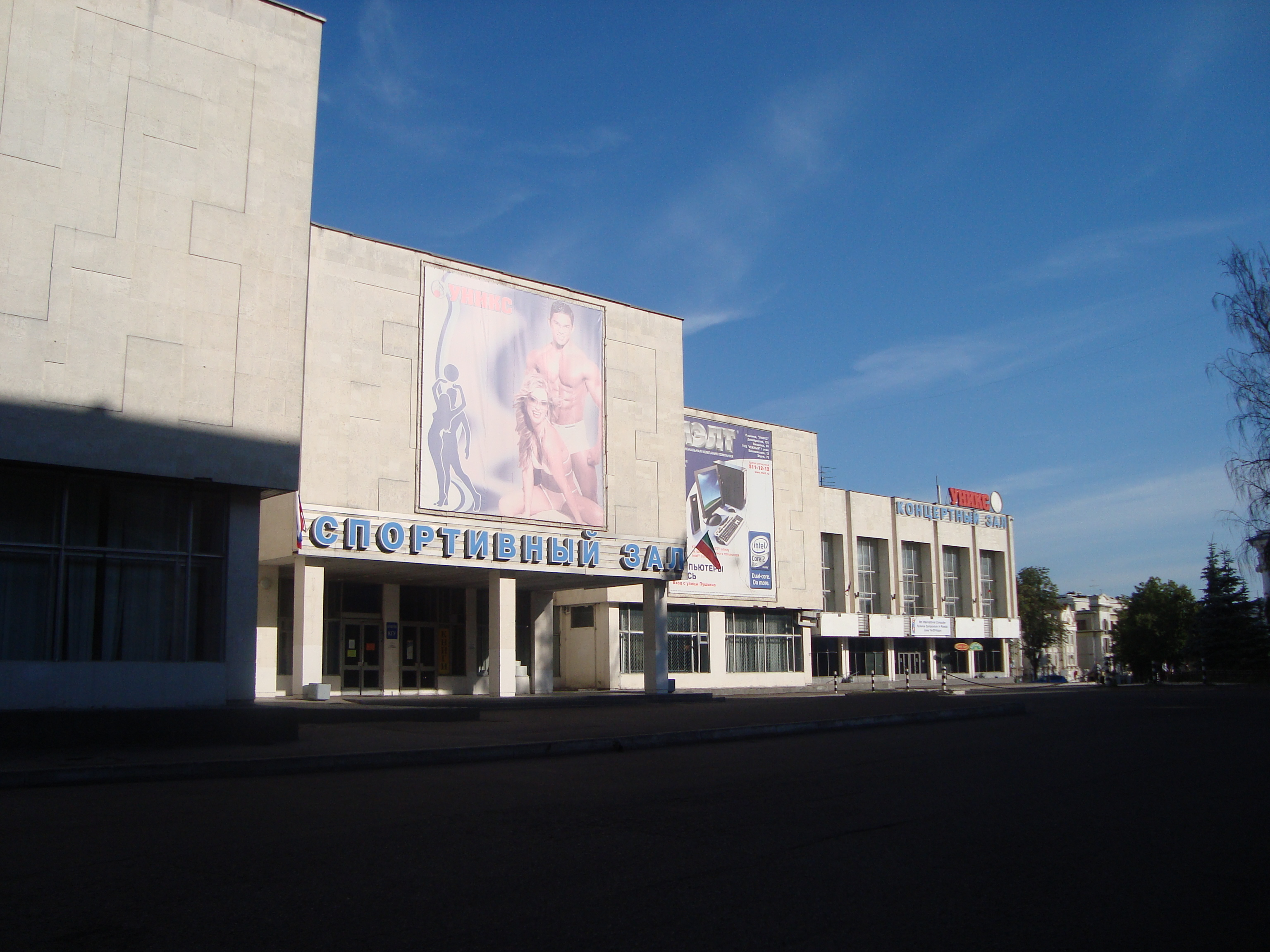
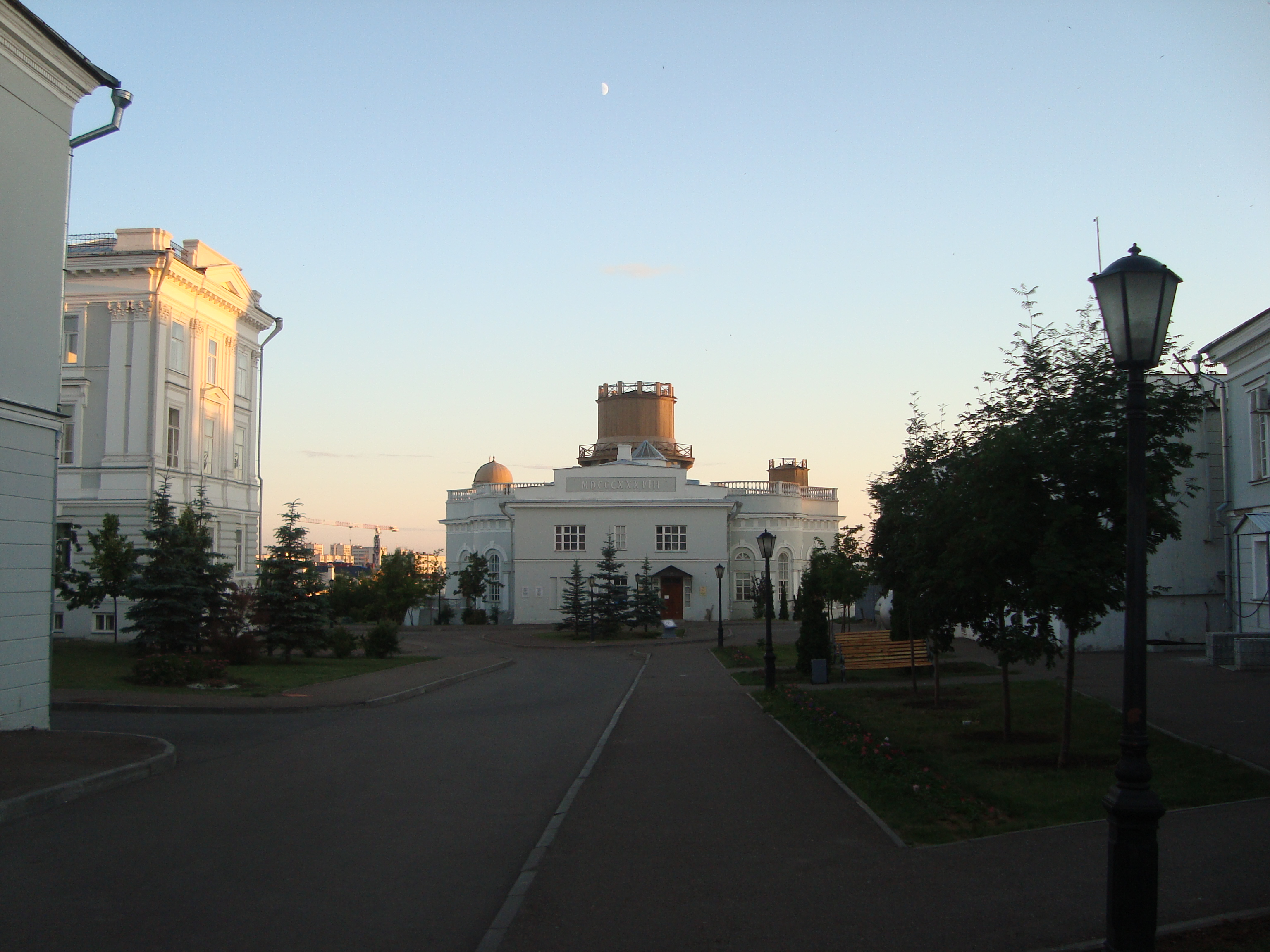
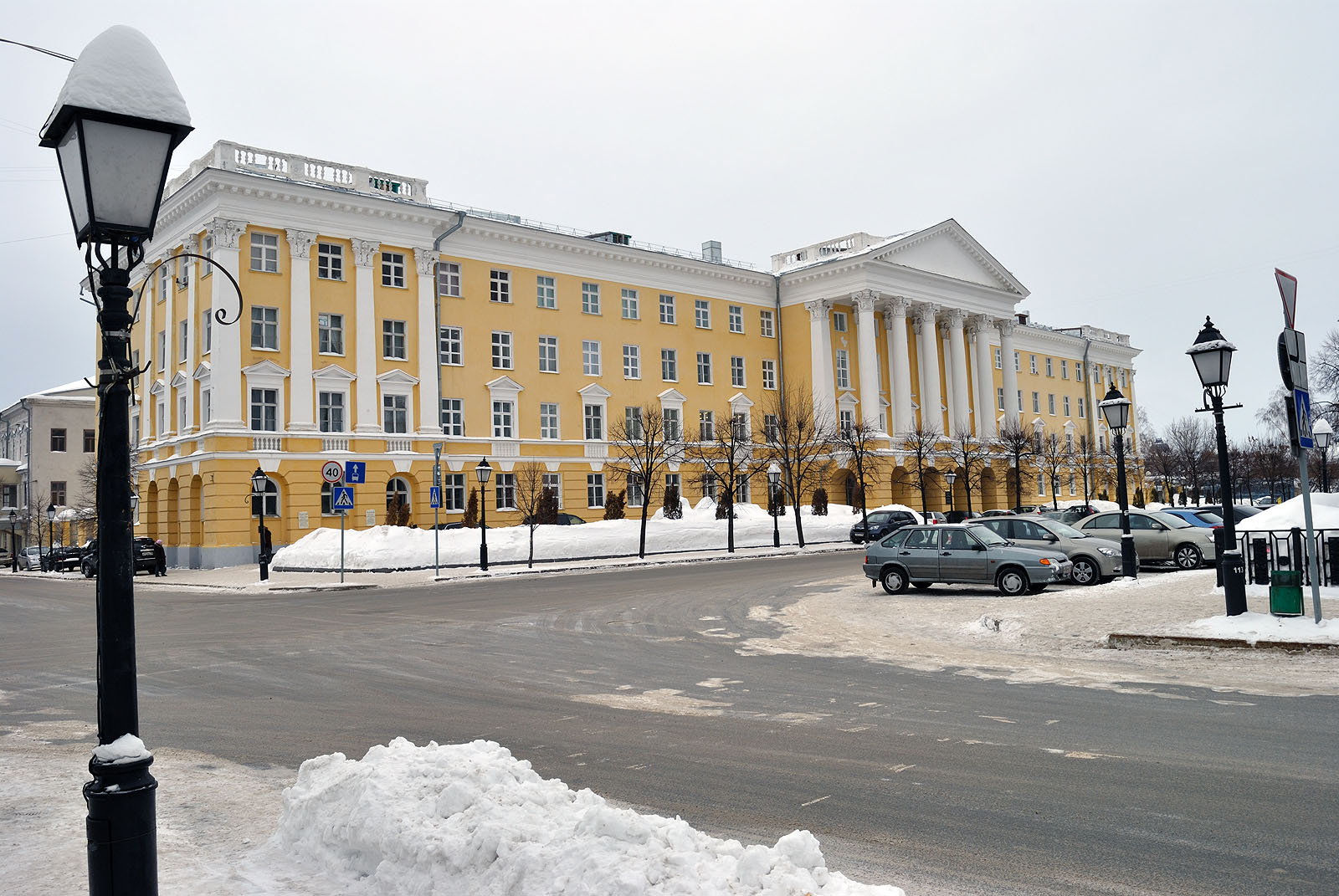
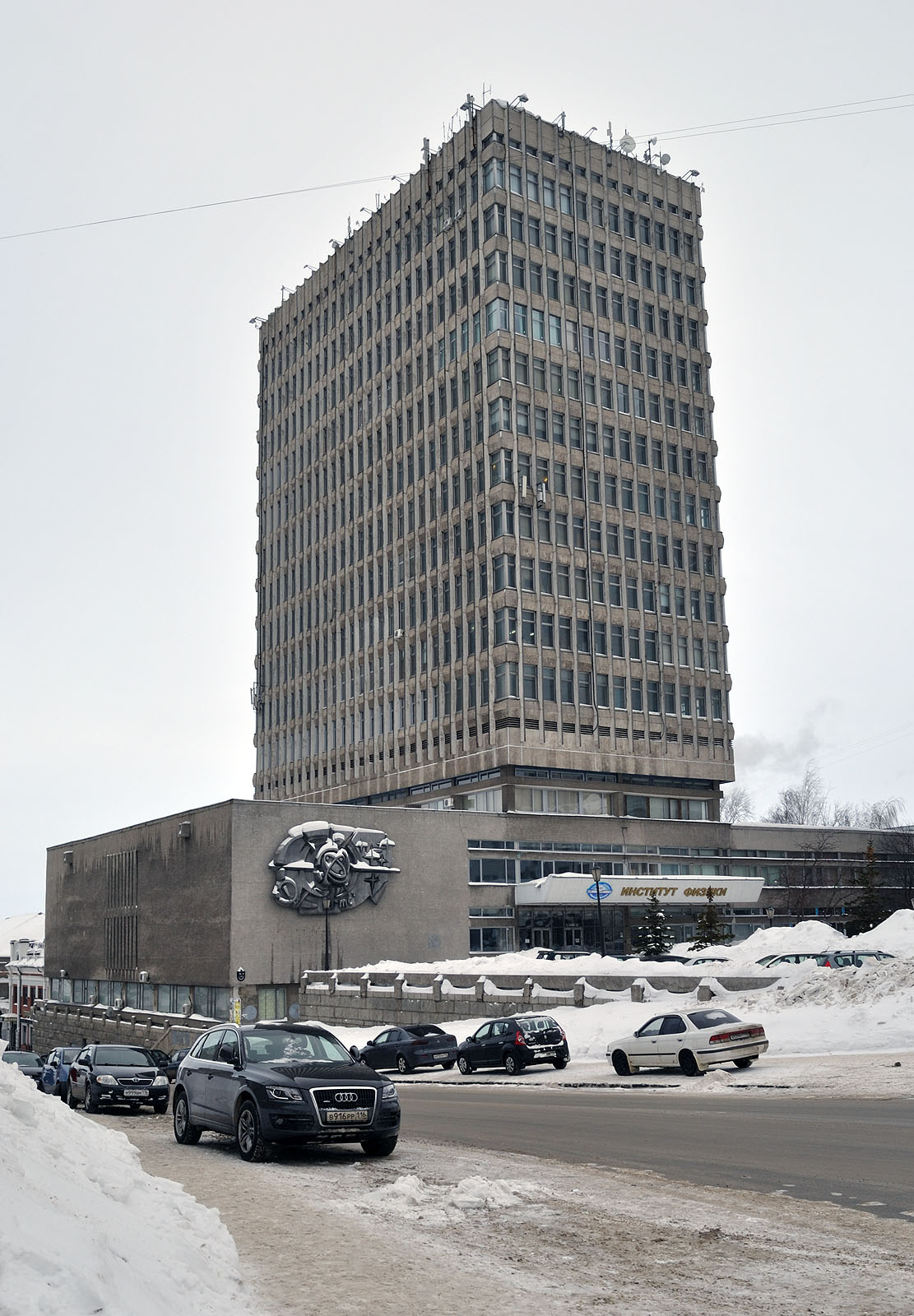
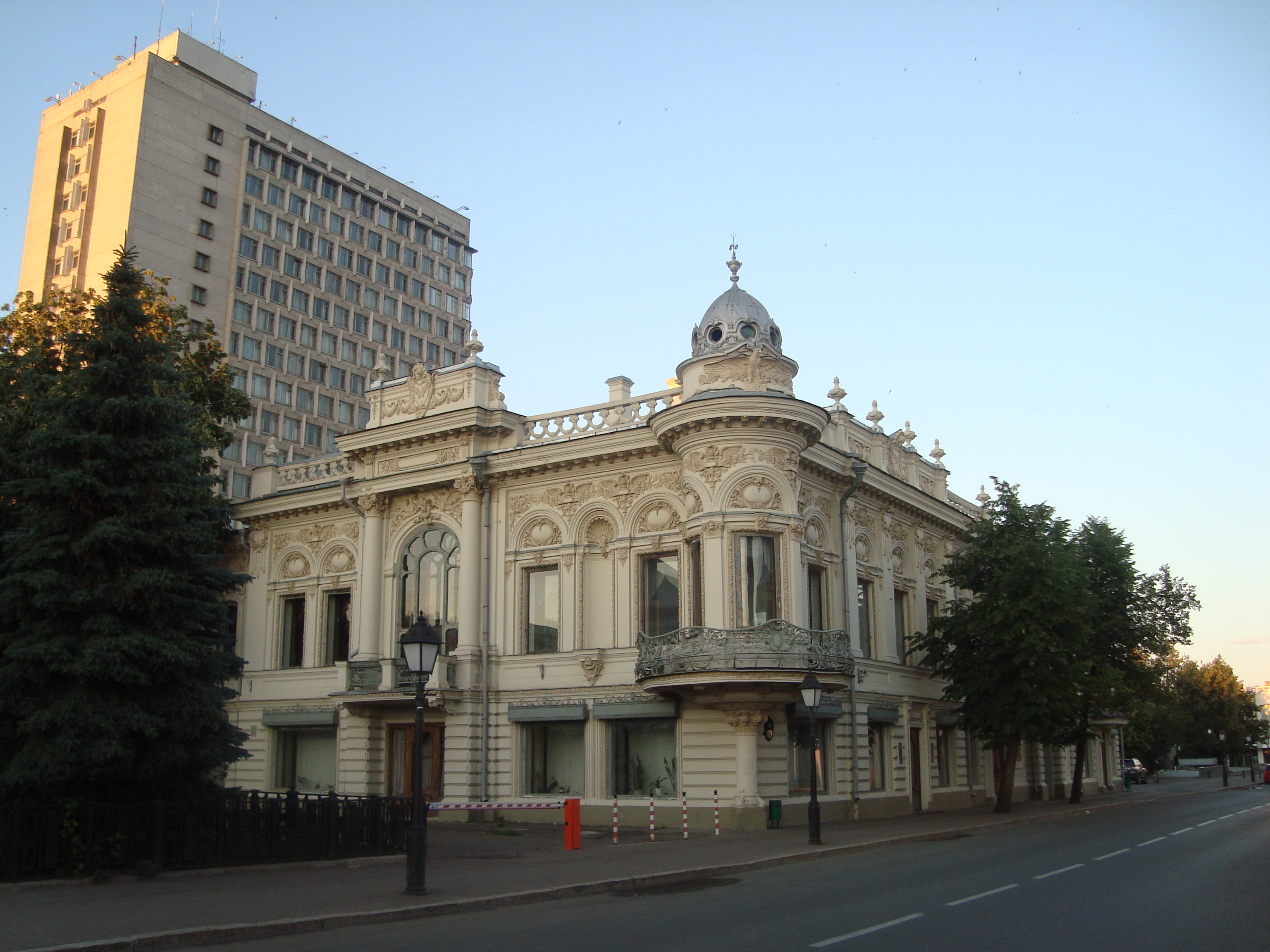